# Agerpres
Az Agenția Națională de Presă, röviden AGERPRES Románia első, 1889-ben Petre P. Carp külügyminiszter kezdeményezésére Agenția Telegrafică a României néven alapított állami hírügynöksége.

## Története
Az AGERPRES-t 1889. március 27-én Bukarestben alapították Petre P. Carp külügyminiszter kezdeményezésére Agenția Telegrafică Română vagy Agenția Română néven, az ország első "román, nemzeti, autonóm" sajtóügynökségeként. A hírügynökség az első sajtótáviratot 1889. március 30-án küldte. 1921. június 16-tól Agenția “Orient-Radio”, majd 1926-ban, mikor Románia Parlamentje elfogadja a RADOR - Agenție de informații telegrafice távirati ügynökség megalapításáról szóló törvényt ezen a néven folytatja működését. 1949. május 20-án a Minisztertanács elrendeli az Agenția Română de Presă, röviden AGERPRES létrehozását a RADOR jogutódjaként. 1990. január 8-án Ion Iliescu rendelete az ügynökség feladatait az újonnan létrehozott Agenția de Presă ROMPRES hírügynökség veszi át. Hivatalos megnevezése 2003-tól Agenția Națională de Presă ROMPRES lesz, majd 2008-ban visszakapja az AGERPRES megnevezést.
1995-ben csatlakozik az Európai Hírügynökségek Szövetségéhez (EANA), tagja lesz továbbá a Balkáni Hírügynökségek Szövetségének (ABNA). Alapító tagja a 2006-ban létrehozott Fekete-tengeri Térség Nemzeti Hírügynökségei Szövetségének. Ugyanazon évben megnyitja brüsszeli irodáját.
A hírügynökség első hivatalos weblapja 1999-ben készül el, majd 2013-ban készül el a jelenleg (2017) használatos.
2014-ben elnyeri a román királyi ház Nihil Sine Deo-kitüntetését.

## Szolgáltatások
Az AGERPRES a következő szolgáltatásokat nyújtja:
- sajtófigyelő
- nemzetközi sajtófigyelő
- fotó
- videó
- online belföldi hírek
- online külföldi hírek
- külföldi lapszemle
- online gazdasági hírek
- online sporthírek
- különleges hírfolyamok (Parlamenti élet, Európai időszámítás, Bank/piac/tőke)